# 이레자이온
《이레자이온》은 KBS2에서 방영되었던 어린이 드라마이다. 별로 별로 좋지 않은 평가를 받지 못했고, 이 드라마의 종영 이후에 2013년에 코파반장의 동화수사대를 새로이 편성할 때까지 KBS 2TV의 어린이들은 제작이 중단됐다. 그런데, 그 코파반장의 동화수사대도 역시나 망했다.

## 등장 인물

### 천지 7인
- 최우석 : 일성 역
- 장지원 : 월화 역
- 이건 : 화산 역
- 이가영 : 수심 역
- 차우진 : 목기 역
- 정세인 : 금강 역
- 정이로 : 토력 역

### 황도 12궁
- 박장호 : 카스트로 역
- 조슬기 : 폴리 역
- 박윤배 : 가이메데우스 역

### 그외 인물들
- 전해인(전영미) : 리 대사제 역
- 이한솔 : 테라 역
- 지춘성 : 튜이 역
- 성기윤 : 카모 장군 역

## 제작진
- 기획 KBS
- 제작

## 참고 사항
- 시청률이 너무 저조하여, 방송 5개월 만 폐지하였다.

## 시청률
최저 시청률과 최고 시청률은 시청률 조사회사와 지역별로 시청률에 차이가 있을 수 있습니다.
| 2006년      | 2006년      | 2006년     | 2006년      |
| 회차        | 방송일      | AGB 시청률 | TNmS 시청률 |
| ----------- | ----------- | ---------- | ----------- |
| 1회         | 11월 24일   | 5.415%     | 6.4%        |
| 2회         | 12월 1일    | 6.926%     |             |
| 3회         | 12월 8일    | 8.239%     | 8.5%        |
| 4회         | 12월 15일   | 7.656%     | 7.5%        |
| 5회         | 12월 22일   | 7.769%     | 7.9%        |
| 6회         | 12월 29일   | 7.067%     | 7.4%        |
| 2007년      |             |            |             |
| 회차        | 방송일      | AGB 시청률 | TNmS 시청률 |
| 7회         | 1월 5일     | 8.612%     | 9.0%        |
| 8회         | 1월 12일    | 7.784%     | 8.6%        |
| 9회         | 1월 19일    | 7.803%     | 8.4%        |
| 10회        | 1월 26일    | 9.195%     | 8.7%        |
| 11회        | 2월 2일     | 10.456%    | 8.8%        |
| 12회        | 2월 9일     | 10.065%    | 9.2%        |
| 13회        | 2월 16일    | 9.667%     | 9.7%        |
| 14회        | 2월 23일    | 11.120%    | 10.6%       |
| 15회        | 3월 2일     | 10.772%    | 9.8%        |
| 16회        | 3월 9일     | 12.544%    |             |
| 17회        | 3월 16일    | 12.544%    |             |
| 18회        | 3월 23일    | 12.544%    |             |
| 19회        | 3월 30일    | 12.544%    |             |
| 20회        | 4월 6일     | 12.544%    |             |
| 21회        | 4월 13일    | 12.544%    |             |
| 22회        | 4월 13일    | 12.544%    |             |
| 23회        | 4월 20일    | 12.544%    |             |
| 24회        | 4월 20일    | 12.544%    |             |
| 25회        | 4월 27일    | 12.544%    |             |
| 최종회(26)  | 4월 27일    | 12.544%    |             |
| 평균 시청률 | 평균 시청률 | 8.821%     | 8.7%        |

## 같이 보기
- 지구용사 벡터맨
- 매직키드 마수리
- 마법전사 미르가온
- 화랑전사 마루
- 마법 천자문